# Emilie Nautnes
Emilie Nautnes (13 gennaio 1999) è una calciatrice norvegese, attaccante del Madrid CFF e della nazionale norvegese.

## Carriera

### Club
Nautnes inizia l'attività agonistica nel Gossen Idrettslag, indossando nel 2013 le maglie delle giovanili Under14 e Under-16, trasferendosi all'età di 15 anni al Fortuna Ålesund, club di seconda divisione norvegese, a partire dal 2014, giocando sia nella squadra Under-19 che venendo inserita in rosa con la prima squadra.
L'anno successivo sottoscrive un accordo con l'Arna-Bjørnar per giocare nel club di Bergen la stagione 2015 in Toppserien, alternando nuovamente l'impegno nella prima squadra alla Under-19, marcando nella stagione successiva cinque gol in una vittoria per 23-0 in una qualificazione alla Telenor Cup per squadre della categoria giovanile. Dopo aver contribuito a far raggiungere la sua squadra a metà classifica per tre stagioni, al termine del campionato 2018 festeggia con le compagne il terzo posto in classifica, uguagliando la prestazione con i risultati del 2001 e del periodo 2012-2014.
Dopo la Coppa del Mondo 2019 si è trasferita al LSK Kvinner, con il quale ha vinto il double campionato-coppa, segnando nella finale di quest'ultima due delle reti con cui la sua squadra si impone per 5-1 sulle avversarie del Vålerenga.

## Palmarès

### Club
- Campionato norvegese: 1

LSK Kvinner: 2019
- Coppa di Norvegia: 1

LSK Kvinner: 2019

### Nazionale
- Algarve Cup: 1

2019